# Mörtgöl (Djursdala socken, Småland, 640782-150453)
Mörtgöl är en sjö i Vimmerby kommun i Småland och ingår i Botorpsströmmens huvudavrinningsområde. Sjöns area är 0,035 kvadratkilometer och den befinner sig 141,5 meter över havet.